# اچ‌ام‌اس هنریتا (۱۶۵۴)
اچ‌ام‌اس هنریتا (۱۶۵۴) (به انگلیسی: HMS Henrietta (1654)) یک کشتی بود که طول آن ۱۱۶ فوت (۳۵٫۴ متر) بود.